# Katód

Elemi réz katóddal ellátott galvánelem cellája. A vizes fázisban oldott réz-szulfát van jelen

A katód fizikai fogalom. Valamely elektromos eszköz (így például elektroncső, ívkisüléses fényforrás) negatív elektródja. A katód általában az elektromosságot gerjesztő készülékek negatív pólusa. Elektrolízisnél a telep negatív sarkával közlekedő áramvezetőnek az a része, amely az elektrolízisnek alávetett folyadékba merül. Elektrolitokban a kationok a katód felé vándorolnak.
A katód (κάθοδος) görög szó, azt jelenti: lefelé vivő út. Michael Faraday-től származik az elnevezés, aki az elektrolízissel kapcsolatos elnevezések kérdésében barátjához, William Whewell(en) történészhez fordult.

## Fajtái

### Az izzókatód
Az elektroncsövek legnagyobbrészt izzókatódot tartalmaznak, amely termikus emisszió által szolgáltatja az elektroncső működéséhez szükséges katód elektronokat

### A hidegkatódos elektroncső
Az elektroncsövek másik csoportja a hidegkatódos elektroncső, melyben az elektronokat hideg emisszió (téremisszió) hozza ki a katód felszínére. Közvetlen izzításnál csak egyenáram használható, a közvetett katódoknál, amely egy kerámiahengerre felvitt elektronokat kibocsátó réteget tartalmazza, váltakozó feszültséggel is lehet a katódot hevíteni. Tranzisztoroknál a katódnak megfelelő elem az emitter, de ez nem igényel hevítést.

### A fotokatód
Katód fotocellákban és katód fotoelektromos sokszorozókban fotokatód van.